# Nederlandse kampioenschappen schaatsen afstanden 2023 - 1500 meter mannen
De 1500 meter mannen op de Nederlandse kampioenschappen schaatsen afstanden 2023 werd gehouden op zaterdag 4 februari 2023 in Thialf in Heerenveen. Er reden 20 deelnemers mee.
Titelhouder was Thomas Krol die de titel pakte tijdens de Nederlandse kampioenschappen schaatsen afstanden 2022. Patrick Roest pakte zijn eerste Nederlandse titel op de 1500 meter voor Krol en Kjeld Nuis. Nummer vier  Wesly Dijs mocht, na het afzeggen van Roest, ook op het WK rijden.

## Uitslag
| #      | Schaatser             | Tijd    |
| ------ | --------------------- | ------- |
| Goud   | Patrick Roest         | 1.44,55 |
| Zilver | Thomas Krol           | 1.44,86 |
| Brons  | Kjeld Nuis            | 1.44,89 |
| 4      | Wesly Dijs            | 1.45,01 |
| 5      | Marcel Bosker         | 1.45,91 |
| 6      | Chris Huizinga        | 1.46,41 |
| 7      | Louis Hollaar         | 1.46,64 |
| 8      | Lex Dijkstra          | 1.46,80 |
| 9      | Joep Wennemars        | 1.46,84 |
| 10     | Serge Yoro            | 1.47,37 |
| 11     | Remo Slotegraaf       | 1.47,51 |
| 12     | Kayo Vos              | 1.48,56 |
| 13     | Mats Siemons          | 1.48,57 |
| 14     | Gert Wierda           | 1.48,61 |
| 15     | Jordy van Workum      | 1.48,71 |
| 16     | Tijmen Snel           | 1.48,95 |
| 17     | Joost van Dobbenburgh | 1.50,06 |
| 18     | Tim Prins             | 1.50,30 |
| 19     | Victor Ramler         | 1.52,30 |
|        | Chris Fredriks        | DQ      |

1987 · 
1988 · 
1989 · 
1990 · 
1991 · 
1992 · 
1993 · 
1994 · 
1995 · 
1996 · 
1997 · 
1998 · 
1999 · 
2000 · 
2001 · 
2002 · 
2003 · 
2004 · 
2005 · 
2006 · 
2007 · 
2008 · 
2009 · 
2010 · 
2011 · 
2012 · 
2013 · 
2014 · 
2015 · 
2016 · 
2017 · 
2018 · 
2019 · 
2020 · 
2021 · 
2022 · 
2023 · 
2024 · 
2025